# Олтухово (Южский район)
Олтухово (Алтухова) — упразднённая в 1992 году деревня Южского района Ивановской области России. На момент упразднения входила в состав Мугреевского сельсовета. На 2024 год — урочище Олтухово на территории современного Мугреево-Никольского сельского поселения.

## География
Урочище расположено в юго-восточной части области, в зоне хвойно-широколиственных лесов, при автодороге 24Н-323.

### Климат
Климат, как и на всей территории района, характеризуется как умеренно континентальный, с холодной многоснежной зимой и умеренно тёплым летом. Среднегодовая температура воздуха — 3,3 °C. Средняя температура воздуха самого холодного месяца (января) — −11,9 °C, средняя температура самого тёплого (июля) — 18,6 °С. Годовое количество атмосферных осадков составляет 494 мм, из которых большая часть выпадает в тёплый период. Снежный покров держится в течение 150 дней.

## История

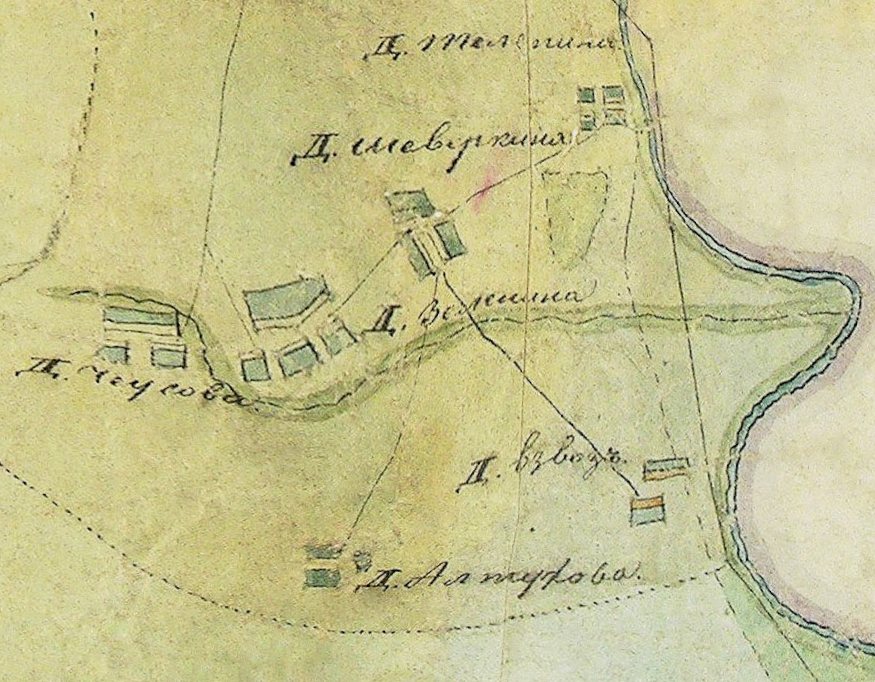
Деревни Тельпино, Шеверниха, Чеусово, Зеленино, Взвоз и Алтухова на карте 1785 года

Наиболее раннее картографическое изображение деревни Алтуховой содержится на плане генерального межевания Вязниковского уезда Владимирской губернии 1785 года.
Деревня была частью прихода Вознесенского храма села Лукино, располагавшегося в 3,5 км к северу.
В Первой мировой войне участвовали жители деревни: Гомырин Сергей Порфирьевич, Котов Пётр Иванович, Молев Иван Васильевич, Молев Семён Васильевич.
Деревня Олтухово Мугреевского сельсовета была исключена из учётных данных 8 июля 1992 года.

### Административно-территориальная принадлежность
В конце XIX — начале XX века деревня входила в состав Мугреевской волости Вязниковского уезда Владимирской губернии.
По данным 1955 и 1981 годов Олтухово — деревня Мугреевского сельсовета Южского района Ивановской области.

## Население
В 1859 году в казённой деревне Олтухово было 24 двора, проживало 129 человек (66 мужчин и 63 женщины).
В 1896 году в Олтухово было 16 дворов, проживало 83 человека.
В 1905 году в деревне было 20 дворов, проживало 100 человек.